# Samuel Parry
Samuel Parry (Egyesült Királyság, Glamorgan, 1892. – 1918. május 3.) walesi származású brit ászpilóta.

## Élete

### Ifjúkora
Samuel Parry 1892-ben született Walesben. Édesapja Henry Parry, édesanyja Gwonllian Parry volt. Tanulmányait feltehetően szülőhelyén végezte el, ám erről a forrás nem tesz említést. A hadsereghez 1916 után csatlakozott. Erre abból lehet következtetni, hogy 1916. október 31.-én vette feleségül Althea Lake-et, Londonban.

### Katonai szolgálata
A légierőhöz feltehetően 1917 második félévében került, ekkor valószínűleg még csak a Royal Flying Corps (Királyi Repülő Csapatok) kötelékéhez tartozott, ám  később a Brit Királyi Légierő, a Royal Air Force pilótája volt. A 62. brit repülőszázad pilótájaként 1918. március 27-én szerezte meg első légi győzelmét, s még aznap két ellenséges gépet kényszerített a földre. Parry egy kétüléses Bristol F.2b vadászgéppel repült, pilótája Hugh Nangle volt. Negyedik légi győzelmét 1918. április 12-én szerezte meg, egy német Albatros D.V típusú gép lelövésével. Április 21-én egy nap alatt két repülőgépet kényszerített földre, megszerezve ezzel 6. légi győzelmét és az ászpilóta minősítést. Élete utolsó bevetése a lelőtt gépek száma szerint (3 légi győzelem) a legeredményesebb volt, ám ezek megszerzése után a gép lezuhant, s Parry azonnal szörnyethalt. Akkori pilótája, Charles Arnison súlyos sérülésekkel, de túlélte a balesetet.

### Légi győzelmei
| Sorszám | Dátum             | Egység                | Repülőgép    | Ellenfél     |
| ------- | ----------------- | --------------------- | ------------ | ------------ |
| 1       | 1918. március 27. | 62. brit repülőszázad | Bristol F.2b | Ismeretlen   |
| 2       | 1918. március 27. | 62. brit repülőszázad | Bristol F.2b | Ismeretlen   |
| 3       | 1918. március 27. | 62. brit repülőszázad | Bristol F.2b | Ismeretlen   |
| 4       | 1918. április 12. | 62. brit repülőszázad | Bristol F.2b | Alabtros D.V |
| 5       | 1918. április 21. | 62. brit repülőszázad | Bristol F.2b | Pfalz D.III  |
| 6       | 1918. április 21. | 62. brit repülőszázad | Bristol F.2b | Pfalz D.III  |
| 7       | 1918. május 3.    | 62. brit repülőszázad | Bristol F.2b | Albatros D.V |
| 8       | 1918. május 3.    | 62. brit repülőszázad | Bristol F.2b | Albatros D.V |
| 9       | 1918. május 3.    | 62. brit repülőszázad | Bristol F.2b | Albatros D.V |